# Jotus
Jotus es un género de arañas araneomorfas de la familia Salticidae.

## Especies
Comprende las siguientes especies:
- Jotus auripes L. Koch, 1881 — Nueva Gales del Sur
- Jotus braccatus L. Koch, 1881 — Queensland
- Jotus debilis L. Koch, 1881 — Nueva Gales del Sur
- Jotus frosti Peckham & Peckham, 1901 — Victoria
- Jotus insulanus Rainbow, 1920 — Isla de Lord Howe
- Jotus maculivertex Strand, 1911 — Islas Kai
- Jotus minutus L. Koch, 1881 — Queensland
- Jotus ravus (Urquhart, 1893) — Nueva Zelanda
- Jotus remus Otto & Hill, 2016 — Nueva Gales del Sur